# Zalaszentmárton
Zalaszentmárton là một thị trấn thuộc hạt Zala, Hungary. Thị trấn này có diện tích 4,98 km², dân số năm 2010 là 69 người, mật độ 14 người/km².